# Alberto Caballero
Alberto Rodríguez Caballero (Madrid, 21 d'agost de 1973) és un director, guionista i productor de televisió espanyol, fundador de Contubernio Films juntament amb Laura Caballero, i nebot de José Luis Moreno.

## Biografia
Les seves ficcions més reconegudes han estat Aquí no hay quien viva (2003—2006) i la seva adaptació La que se avecina (2007—present). És també el germà gran de Laura Caballero, al costat de la qual ha creat, dirigit i produït totes dues sèries.
A més del seu treball com a productor i guionista, ha dirigit quatre capítols de la reeixida comèdia d'esquetxs Escenas de matrimonio, sis episodis de' Aquí no hay quien viva, dos de La que se avecina i dos més d' A tortas con la vida. També va escriure per un episodi de la sèrie de televisió La revista el 1996 i va adaptar quaranta-quatre dels guions per a l'adaptació portuguesa d' Aquí no hay quien viva.
Es va unir a l'equip tècnic d' Aquí no hay quien viva des de la seva primera temporada com a guionista fins a la seva desaparició. Quan Telecinco va adaptar la seva versió, ell va continuar desenvolupant els guions per a la sèrie i des de 2009, és productor executiu al costat d'Esther Jiménez y també guionista amb la seva germana i els seus companys Daniel Deorador i Sergio Mitjans.
Al setembre de 2012 va contreure matrimoni amb l'actriu Vanesa Romero, amb qui va mantenir sis anys de festeig i a qui va conèixer durant l'última temporada d' Aquí no hay quien viva. Tanmateix, a la fi del mes d'abril de 2013, portals de comunicació van confirmar que la parella passava per una greu crisi matrimonial a causa de la incorporació de María Adánez, antiga parella sentimental d'Alberto, a La que se avecina. Finalment, l'octubre de 2013, la parella va anunciar el seu divorci al·legant diferències irreconciliables, la qual cosa va provocar que Vanesa abandonés la sèrie per uns episodis.
Des de 2013 manté una relació amb l'actriu Miren Ibarguren coneguda per representar Soraya a la sèrie Aída, i després Yolanda, la nova incorporació de La que se avecina.

## Televisió
Sèries Espanyoles
- El pueblo (2020-present) • director i guionista, a Telecinco.
- La que se avecina (2007-2020) • director i guionista, a Telecinco.
- Aquí no hay quien viva (2003-2006) • ajudant de direcció, director i guionista, a Antena 3.
- A tortas con la vida (2005) • director, a Antena 3.

Sèries Estrangeres
- Rebelde (2004-2006) • Extra, a Televisa.
- Soñadoras (1998-1999) • Escombriaire, a Televisa.
- Cómplices al rescate (2002) • Germà perdut de Belinda, a Televisa.
- Teresa (2010-2011) • L'uto, a Televisa.

## Premis i nominacions
2005 — Premis ATV. Nominat a Millor direcció prr «Aquí no hay quien viva».